# Good Enough
«Good Enough» —en español: “Suficientemente Buena”—, es el cuarto y último sencillo del álbum The Open Door de la banda norteamericana de rock gótico, Evanescence, y fue escrita por Amy Lee.
La canción tuvo buena acogida en toda Latinoamérica siendo una de las canciones más sonadas el 2007 e inicios del 2008.
El sencillo también tuvo fuerte recepción en Latinoamérica, vendió más de 50 000 copias en su primera semana y más de 70 000 en su segunda semana. Hasta la fecha, Good Enough ha vendido más de 500 000 copias a nivel mundial.

## Información
Todo, el piano y las gentiles y suaves voces y terminando con una nota favorable. Una canción de 5 minutos, el piano y la voz de Amy son realmente íntimos, llenos de emociones que desea desahogar. Esta fue la última canción que se escribió para el álbum. Se dijo que sería una canción feliz pero es realmente poderosa y en momentos resulta tener un toque agridulce.

«He pasado por muchas dificultades durante la composición de todo el álbum, y al final de todo, pude caminar lejos de todas esas malas situaciones. Y eso es bastante difícil. Tienes que ser muy bravo y fuerte por eso. Después de hacer esto, me sentí tan bien, que por primera vez me sentí capaz de escribir una canción donde pudiera decir lo bien que me siento… nunca había hecho eso antes.»

Amy Lee ha dicho que la inspiración de Good Enough fue su actual esposo, Josh Hartzler, al igual que para Bring Me to Life. Antes de comprometerse, Amy le dedica unas líneas en los agradecimientos de The Open Door, en las cuales le dice que «nada la inspira como él lo hace».

## Vídeo
El vídeo musical para Good Enough fue filmado entre el 11 de junio y el 14 de junio del 2007 en la calle Váci Utca en Budapest, Hungría. Váci Utca es la calle más famosa de Budapest central. El director del vídeo es Marc Webb y Rich Lee, y producido por la compañía de producción DNA. Según Amy Lee, es el vídeo con más efectos especiales que Evanescence ha hecho. 
Al inicio del vídeo se puede ver a Amy enterrando una fotografía, posterior a esto comienza a pasear por la habitación en la que se encuentra, toma su diario y escribe algunas líneas en él, las cuales son fragmentos de la canción; posterior a esto, comienza a tocar el piano, y es cuando todo comienza a incendiarse, sin embargo, a ella parece no importarle pues todo es “suficientemente bueno”, y de pronto cae la lluvia apagando el fuego y avivando los recuerdos que había enterrando haciéndolos florecer sobre su piano. A partir del 30 de julio se pudo ver una versión no editada del vídeo pero no fue hasta el 10 de septiembre que se estrenó oficialmente por el canal TRL. El vídeo estuvo a la venta en iTunes por unas cuantas horas.
El 31 de enero de 2008 alcanzó el N.º 1 de Los 10 + Pedidos de MTV. El lunes 25 de febrero de 2008 sale después de 54 días en la lista, y al día siguiente regresar al lugar 10.

## Sencillo
Según el mánager de la banda, Andrew Lurie, el sencillo comenzaría a transmitirse por las radios americanas el día 11 de septiembre. Wind-up Records (la discográfica de la banda), tuvo confirmada lo que sería la portada. La fecha de lanzamiento del sencillo fue retrasada varias veces. Después de dos aplazamientos, había llegado a confirmarse para el 14 de diciembre. Después los productos de las páginas web para las pre-vendas fueron retirados. Más tarde se confirmó que el sencillo, al igual que el maxisencillo fue cancelado y que no había planes futuros de editarlo, dejando solo el sencillo promocional para radio como único sencillo físico.

### Sencillo básico
Estado: Cancelado
Sello: Wind-up/SonyBMG(?)
Cat.no: Desconocido
1. “Good Enough” (Radio Edit)
2. “Good Enough” (Acoustic from Live Sessions)

### Maxisencillo
Estado: Cancelado
Sello: Wind-up/SonyBMG(?)
Cat.no: Desconocido
1. “Good Enough” (Radio Edit)
2. “Good Enough” (Acoustic from Live Sessions)
3. “Your Star” (Live from Tokyo)
4. “Good Enough” (Enhaced Video)

### Lanzamientos promocionales industriales

#### US Radio Single
Estado: Fuera de imprenta
Sello: Wind-up
Cat.no: WUJC 20195-2
1. “Good Enough” (Radio Edit)[Nota 1] - 4:35

#### US Radio Single2
Estado: Fuera de imprenta
Sello: Wind-up
Cat.no: WUJC 2022-2
1. “Good Enough” (Radio Edit)[Nota 2]

#### German Radio Single
Estado: Fuera de imprenta
Sello: Sony/BMG
Cat.no: LC:00637

1. “Good Enough” (Radio Edit)
2. “Good Enough” (Album Versión)

#### Brazil Promo DVD
Estado: Fuera de imprenta
Sello: Sony/BMG
Cat.no: Ninguna

#### Promo NTSC DVD
Estado: Fuera de imprenta
Sello: Sony/BMG
Cat.no: Ninguna

#### Promo NTSC DVD2
Estado: Fuera de imprenta
Sello: Sony/BMG
Cat.no: Weekly Reel September 7th, 2007

### Together Again
En una entrevista exclusiva de [evanescencewebsite.com], se desmintió el rumor de que “Together Again” será lanzada en el sencillo de Good Enough, pero que, en un futuro, podrá ser escuchada.

## Anécdota
“Good Enough” es usado como intro y outro en el episodio “Fallen Idols” de la séptima temporada de la serie CSI: Crime Scene Investigation.